# انگلوود کلیفس (نیوجرسی)
انگلوود کلیفس (به انگلیسی: Englewood Cliffs) شهری در ایالت نیوجرسی کشور ایالات متحده آمریکا است که جمعیت آن در سرشماری سال ۲۰۱۰ میلادی، ۵٬۲۸۱ نفر بوده‌است.